# 다이렉트라이트
다이렉트라이트(DirectWrite)는 글꼴 처리에 사용되는 다이렉트 엑스 10.1 표준에 포함된 새로운 마이크로소프트사의 API이다..

## 요구 사항
다이렉트 엑스 10.1 표준의 요구사항에 따라 윈도우 비스타 서비스 팩 2 이상 또는 윈도우 7 이상의 운영 체제가 필요하다. (서버 기반 운영 체제 포함) 하드웨어적으로는 다이렉트 엑스 9 이상을 지원하는 GPU가 필요하다.

## 주요 특징
DirectWrite는 가독성을 향상시키는 장치 독립적인 문자열 표시 시스템이다. GDI, Direct2D는 물론 응용 프로그램이 지정하는 렌더링 기술을 다양하게 사용할 수 있다. 특히, Direct2D를 활용할 때 GPU를 활용한 가속을 지원한다. 다중-형식 문자열, 오픈타입 글꼴의 고급 활판 기능, 모든 언어의 표시와 렌더링을 지원한다.

## 같이 보기
- Pango
- 카이로 (그래픽스)